# 木村重勇
木村 重勇（きむら しげとし）は、江戸時代後期の旗本。はじめ孝綱。七日市藩6代藩主前田利理の五男。義父は木村信祐。

## 生涯
明和5年（1768年）11月晦日に家督を相続し、翌年3月19日に西丸小姓組に列した。安永8年（1779年）4月16日、本丸務。天明元年（1781年）5月26日、西丸勤務。天明6年（1786年）、本丸勤務に戻る。寛政8年（1796年）、幼少の徳川家慶の付属となり西丸勤務となる。
文化3年（1806年）、73歳で死去。法号は玄達院。
番役筋は両番筋で、西丸小姓組一番を勤めた。知行は武蔵国、相模国500石で、所属した寺は下谷法養寺（妙教山法養寺、日蓮宗）、四谷戒行寺（日蓮宗）だった。屋敷は、赤坂築地中之町に500坪の屋敷を構え、外御預地が同所に25坪あった。
娘の芳心院は江戸幕府11代将軍徳川家斉に嫁ぎ、2人の間に生まれた松栄院は12代福井藩主松平斉承に嫁いだ。
木村氏の家紋は、丸に釘貫である。